# TY Геркулеса
TY Геркулеса (лат. TY Herculis) — двойная звезда в созвездии Геркулеса на расстоянии приблизительно 2719 световых лет (около 834 парсек) от Солнца. Видимая звёздная величина звезды — +10m.
Открыта Эдуардом Пикерингом в 1909 году*.

## Характеристики
Первый компонент — красный гигант спектрального класса M0. Масса — около 1,765 солнечной, радиус — около 92,596 солнечного, светимость — около 1061,875 солнечной. Эффективная температура — около 3949 K.
Ранее считалась переменной звездой*, но дальнейшие наблюдения переменности не подтвердили.
Второй компонент — коричневый карлик. Масса — около 44,19 юпитерианской. Удалён в среднем на 1,807 а.е..